# Abre-Campo
Abre-Campo is een gemeente in de Braziliaanse deelstaat Minas Gerais. De gemeente telt 13.177 inwoners (schatting 2009).